# Râul Valea Cetății, Canalul Timiș
Râul Valea Cetății este curs de apă, de pe versantul nordic al Masivului Postăvarul, interceptat de Canalul Timiș. Râul se formează la confluența brațelor Valea Hoților și Valea Șindilei

## Hărți
- Harta Județului Brașov
- Harta Orașului Brașov
- Harta Munților Postăvaru  Arhivat în 3 august 2008, la Wayback Machine.